# Uvaria acuminata
Uvaria acuminata este o specie de plante angiosperme din genul Uvaria, familia Annonaceae, descrisă de Daniel Oliver. A fost clasificată de IUCN ca specie cu risc scăzut. Conține o singură subspecie: U. a. catocarpa.